# Guacolda Antoine
Guacolda Antoine Lazzerini (Santiago, 11 de abril de 1908- 22 de agosto de 2015) fue una destacada profesora de matemáticas chilena. 
Fue la primera mujer en ejercer el decanato de la antigua Universidad Técnica del Estado (UTE).

## Formación
Obtuvo el título de profesora de Matemáticas y Física en el Instituto Pedagógico de la Universidad de Chile en 1928, con la memoria titulada Algunos tópicos sobre Resoluciones de Ecuaciones Diferenciales y su implementación como nueva asignatura en las carreras de Pedagogía e Ingeniería. En 1929 se tituló de actuaria en el Instituto Superior de Comercio.

## Docencia y cargos
Desde 1928, y durante tres décadas, se desempeñó como profesora de matemáticas en el Liceo Lastarria. Al mismo tiempo, enseñó una temporada en el Instituto Superior de Comercio. En 1933 fue nombrada profesora auxiliar de la Universidad de Chile y en 1954, profesora titular de cátedra en la Facultad de Filosofía y Educación de la misma universidad.
Entre 1954 y 1958, fue secretaria del Consejo Docente de Matemáticas, Física y Química de la Universidad Técnica del Estado, siendo elegida presidenta del mismo consejo —cargo equivalente al de decana— por los cuatro años siguientes. A partir de 1947, dictó clases en la Escuela de Ingenieros Industriales de la Universidad Técnica del Estado, y en 1953 participó en la fundación del Colegio Kent School.
Representó a la Universidad Técnica del Estado en el Congreso de Universidades Latinoamericanas, realizado en Buenos Aires en 1957, y en 1960 fue delegada de las universidades chilenas ante la Comisión Elaboradora del Informe de la Enseñanza Científica. Entre 1959 y 1968, dirigió el Departamento de Matemáticas de la Facultad de Filosofía y Educación de la Universidad de Chile. Siguió dictando clases en diferentes establecimientos educacionales hasta 1985.

## Reconocimientos
En 1992 fue postulada al Premio Nacional de Educación. Con motivo de la celebración del Día de la Mujer, en 1997 la Agrupación de Mujeres Ingenieros le otorgó el reconocimiento de profesional distinguida, junto con la abogada Elena Caffarena y la ingeniera Rosario Jaque.  En marzo de 2015 fue reconocida por la Universidad de Santiago de Chile por su importante labor académica en la Escuela de Ingenieros Industriales de la Universidad Técnica del Estado.
Contrajo matrimonio con Arcadio Escobar y tuvo dos hijos, Fernando y Álvaro.